# Ernesto Lopera
Ernesto Lopera (Envigado, 5 settembre 1939) è un ex calciatore colombiano.

## Carriera

### Club
Lopera ha militato nell'Atlético Nacional dal 1955 al 1965, ottenendo come migliori piazzamenti due secondi posti nelle stagioni 1955 e 1965. La militanza nell'Atlético Nacional fu interrotta nella stagione 1962 quando passò al Santa Fe, società con cui ottenne il nono posto in campionato.
Nel 1966 si trasferisce negli Stati Uniti d'America per giocare nel Newark Ukrainian Sitch. Nel 1967 passa ai Philadelphia Spartans, società militante in NPSL I. Con gli Spartans ottiene il secondo posto della Estern Division, non riuscendo così a classificarsi per la finale del campionato.

### Nazionale Olimpica
Lopera fu selezionato per difendere la porta della nazionale olimpica di calcio della Colombia nel 1959, per il torneo Pre-Olimpico CONMEBOL 1960. Nel primo incontro disputato, esordio ufficiale della selezione, Lopera ed i suoi si imposero sulla selezione brasiliana per 2 a 0, che però nella gara di ritorno si impose per 7-1, estromettendo i colombiani dal torneo.